# Caramida

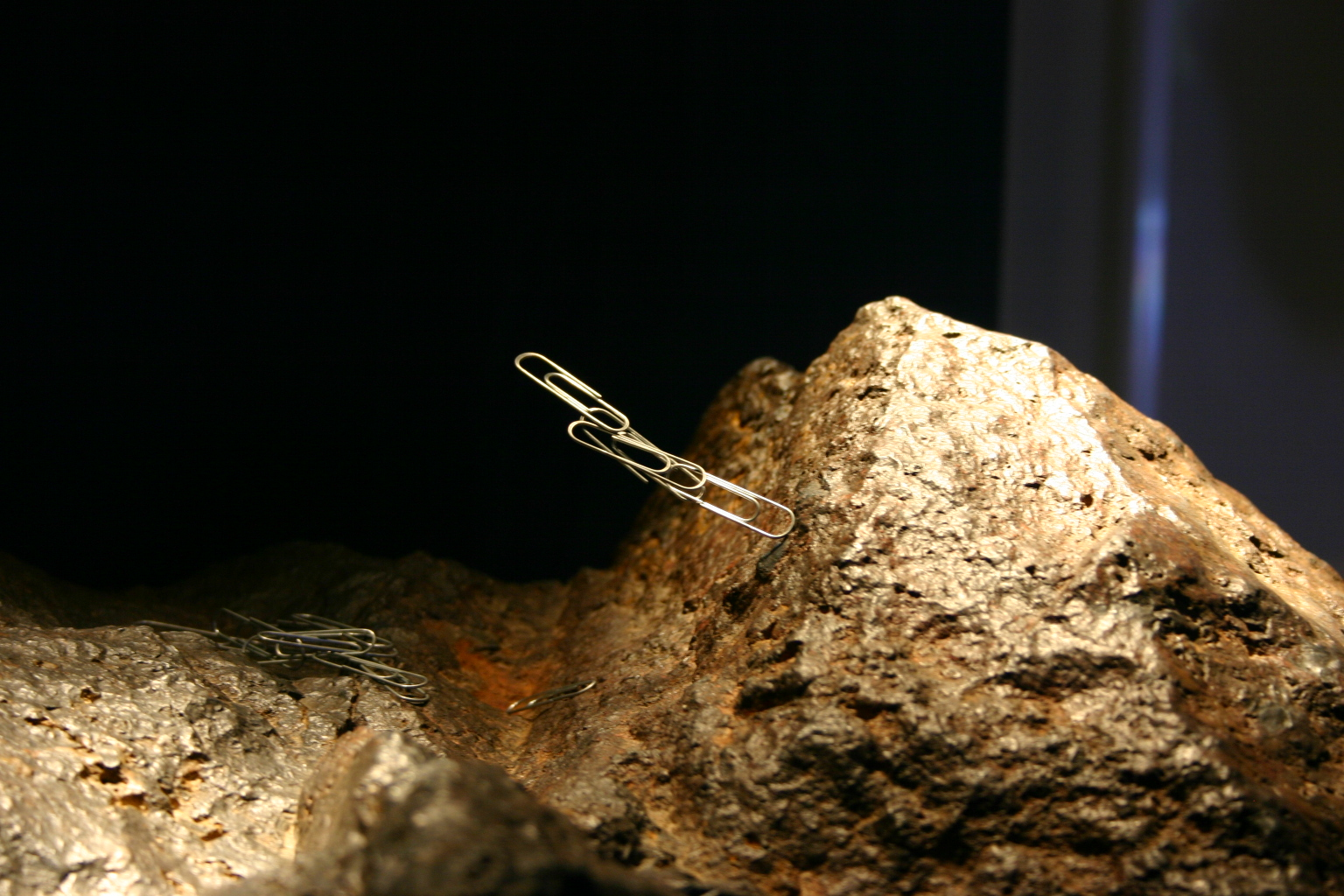
caramida a la Sala de Gemmes del Smithsonian

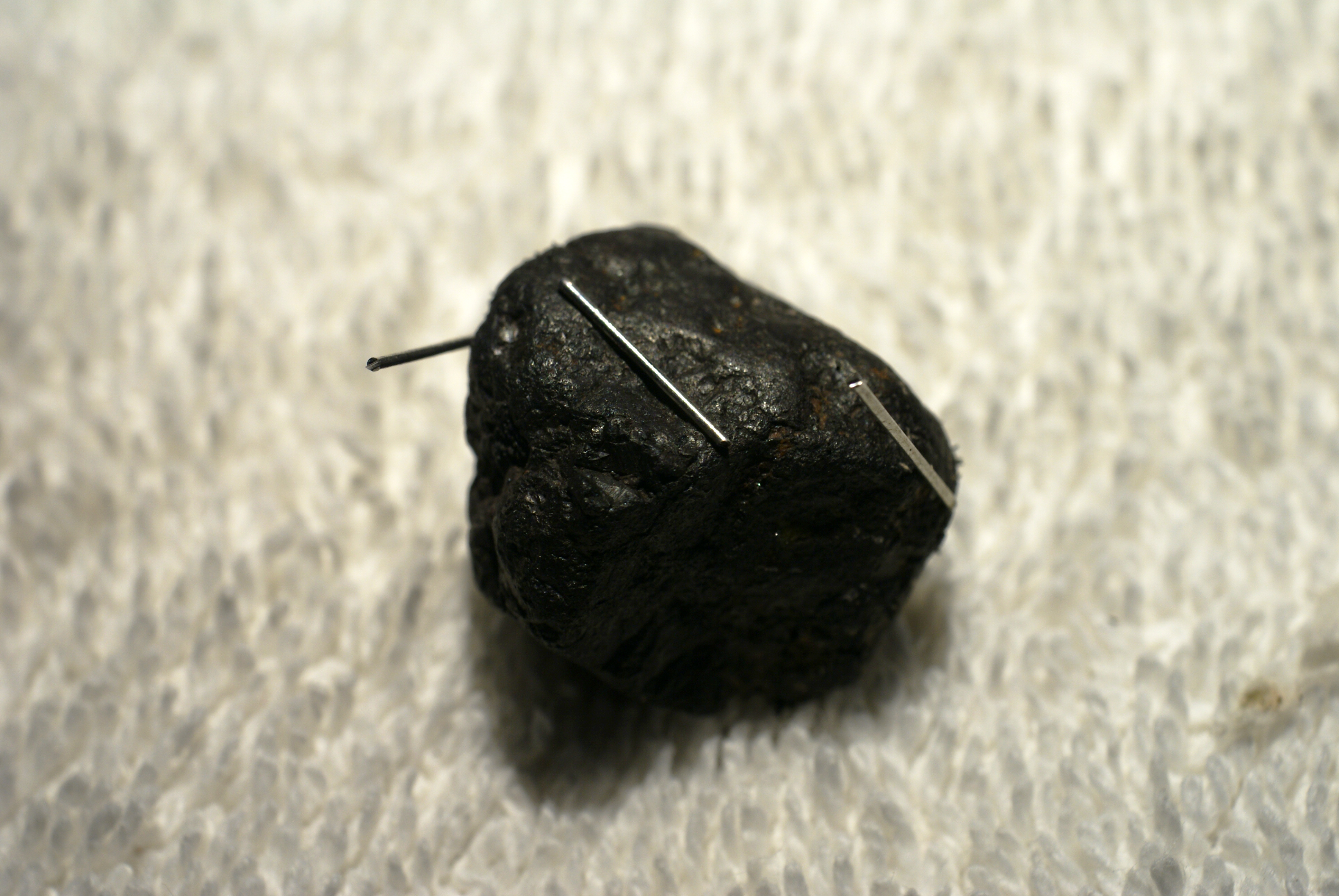
caramida que atrau petits trossos de ferro

La caramida o imant natural, és un tros de magnetita naturalment magnetitzat. Són imants naturals que poden atraure el ferro. La propietat del magnetisme es va descobrir per primera vegada a l'antiguitat en observar aquestes pedres magnetitzades. Uns trossos de caramida, suspesos en una caixa amb aigua perquè poguessin girar, van ser les primeres brúixoles magnètiques, i la seva importància per a la navegació primerenca queda reflectida en el mateix nom de búixola, que ve de "bussola", petita capsa amb aigua on els mariners portaven un tros de caramida surant que els indicava el nord.
La caramida és un dels pocs minerals que es troben magnetitzats de manera natural. La magnetita és de color negre o negre marronós, amb una brillantor metàl·lica, una duresa Mohs de 5,5-6,5 i fa una ratlla negra.

## Imant i diamant
La pedra imant i el diamant es presenten de dues maneres diferents en els documents antics. La primera manera considera que la pedra imant es designa com a «diamant»: «lapis magnes» = «adamas». La segona manera explica la suposada influència del diamant sobre la pedra imant.
| «                                                | De l'asamant e del ferre : en l'asamant ha Déus posada tanta de simplicitat de terra , que lo ferre ha apetit a aquell . | » |
| — Ramon Llull. Fèlix o Llibre de les meravelles. | |   |

Algun autor interpreta el significat del terme "diamant" (adamas,adamant,...) com a acer endurit.

## Origen
El procés pel qual es crea la caramida ha estat durant molt de temps una qüestió oberta en geologia. Només una petita quantitat de magnetita a la Terra es troba magnetitzada com a caramida. La magnetita ordinària és atreta per un camp magnètic com el ferro i l'acer, però no tendeix a magnetitzar-se; té una coercivitat magnètica massa baixa (resistència a la desmagnetització) per romandre magnetitzada durant molt de temps. L'examen microscòpic de les pedres imant ha trobat que estaven fetes de magnetita (Fe3O4 ) amb inclusions de maghemita (Fe2O3 cúbic), sovint amb ions metàl·lics impures de titani, alumini i manganès. Aquesta estructura cristal·lina no homogènia dona a aquesta varietat de magnetita una coercivitat suficient per romandre magnetitzada i, per tant, ser un imant permanent.
En anglès mitjà lodestone significa "pedra de rumb". o "pedra principal", del significat ara obsolet de lode com "viatge, camí".
L'altra pregunta és com es magnetitzen les pedres imant. El camp magnètic de la Terra a 0,5 gauss és massa feble per magnetitzar una caramida per si mateixa. La teoria principal és que les pedres magnètiques estan magnetitzades pels forts camps magnètics que envolten els llamps. Això es recolza en l'observació que es troben principalment a prop de la superfície de la Terra, en lloc d'enterrar-se a gran profunditat.

## Història
Una de les primeres referències conegudes a les propietats magnètiques de la caramida va ser feta pel filòsof grec Tales de Milet del segle VI aC, a qui els antics grecs atribuïen el descobriment de l'atracció de la caramida pel ferro i altres pedres. El nom d'imant pot provenir de les pedres que es troben a Magnèsia, Anatòlia.
La referència literària xinesa més antiga al magnetisme es troba al Llibre del Mestre de la Vall del Diable ( Guiguzi ) del segle IV aC. A la crònica Lüshi Chunqiu, del segle II aC, s'afirma de manera explícita que "la caramida fa venir el ferro o l'atrau". La primera menció de l'atracció d'una agulla apareix en una obra composta entre el 20 i el 100 dC, el Lunheng ( Balanced Inquiries ): "A lodestone attracts a needle". Al segle II aC, els geomancers xinesos estaven experimentant amb les propietats magnètiques de la caramida per fer una "cullera que apunta al sud" per a l'endevinació. Quan es col·loca sobre una placa llisa de bronze, la cullera girarà invariablement cap a un eix nord-sud. Tot i que s'ha demostrat que funciona, els arqueòlegs encara no han descobert una cullera real feta de magnetita en una tomba Han.
Basant-se en el seu descobriment d'un artefacte olmeca (una barra magnètica amb forma i estriada) a Amèrica del Nord, l'astrònom John Carlson suggereix que els olmecs poden haver utilitzat la caramida més de mil anys abans del descobriment xinès. Carlson especula que els olmeques, amb finalitats astrològiques o geomàntiques, utilitzaven artefactes similars com a dispositiu direccional, o per orientar els seus temples, els habitatges dels vius o els enterraments dels morts. L'anàlisi detallada de l'artefacte olmec va revelar que la "barra" estava composta d'hematita amb làmines de titani de Fe 2–x Ti x O 3 que explicaven el magnetisme remanent anòmal de l'artefacte.
"Un segle d'investigació ha fet retrocedir la primera menció de la brúixola magnètica a Europa a Alexander Neckam cap al +1190, seguit poc després per Guyot de Provins el +1205 i Jacques de Vitry el +1269. Totes les altres afirmacions europees han estat excloses per estudi detallat..."
Sovint s'han mostrat les pedres imant com a objectes valuosos o prestigiosos. El Museu Ashmolean d'Oxford conté una caramida adornada amb una corona daurada que va ser donada per Mary Cavendish el 1756, possiblement per assegurar el nomenament del seu marit com a canceller de la Universitat d'Oxford. Segons els informes, l'anell de segell d'Isaac Newton contenia una caramida que era capaç d'aixecar més de 200 vegades el seu propi pes. I al Londres del segle XVII, la Royal Society va mostrar un 6-polzada (15 cm) esfèrica (una terrella o "terra petita"), que es va utilitzar per il·lustrar els camps magnètics de la Terra i la funció de les brúixoles dels mariners. Un escriptor contemporani, el satíric Ned Ward, va assenyalar com la terrella "va fer que un paper de llimadures d'acer es punxés una sobre l'altra, que es quedaven assenyalant com les pues d'un porc espí ; i va donar tanta vida i alegria a un paquet d'agulles, que ballaven […] com si hi estigués el diable."

## Documents
Les referències a la caramida o pedra imant són relativament nombroses. La majoria estan relacionades amb l’agulla magnètica emprada en navegació. Les consultes concretes haurien de permetre un millor coneixement sobre el tema.
- 290 aC. Teofrast.[43]
- c. 50 dC.Plini el Vell.[44][45][46]

| « | Fue llamada Magnes por su inventor (como escribe Nicandro) y hallola en el monte Ida. | » |

- 412-426. Agustí d'Hipona. La ciutat de Déu.[47]

| « | Magnetem lapidem novimus mirabilem ferri esse raptorem; quod cum primum vidi, vehementer inhorrui. Todos sabemos que la piedra imán tiene la propiedad admirable de atraer al hierro, fenómeno que me dejó estupefacto cuando por primera vez lo vi. | » |

- 627-630. Isidor de Sevilla. Etymologiae.[48]

| « | Magnes , lapis Indicus , ab inuentore vocatus ...Vnde et eum vulgus ferrum viuum appellat . | » |

- 1190. El primer esment europeu d'una agulla magnetitzada i el seu ús entre mariners està a  De naturis rerum  (Les coses naturals), d'Alexander Neckam, probablement escrit a París el 1190.[49] Una altra evidència d'això inclou la paraula àrab per «brúixola» ( al-konbas ), similar a  Kompass  o  compass  de les llengües germàniques, possiblement derivada de la paraula italiana  compasso, per la forma circular de la caixa de la brúixola.[50]

| «                                      | ... Nautae etiam mare legentes, cum beneficium claritatis solis in tempore nubilo non sentiunt, aut etiam cum caligine nocturnarum tenebrarum mundus obvolvitur et ignorant in quem mundi cardinem prora tendat, acum super magnetem ponunt, quae circulariter circumvolvitur usque dum, ejus motu cessante, cuspis ipsius septentrionalem plagam respiciat... | » |
| — De naturis rerum. Alexander Neckam.> | |   |

- 1204. Guiot de Provins.[52]
- 1240. Pier della Vigna.[53]

| « | Per la vertute de la calamita / como lo ferro at[i]ra no si vede, / ma sì lo tira signorevolmente... | » |

- 1244.[54]

| «                                             | Adamas in India reperitur...Ferrum occulta quadam natura ad se trahit. Acus ferrea postquam adamantem contigerit, ad stelam septentrionalem ... semper convertitur, unde valde necessarius est navigantibus in mari | » |
| — Jacques de Vitry, Historia Hierosolymitana. | |   |

- 1258. Roger Bacon.[56]
- 1260. Brunetto Latini.[57]
- c.1265. Sordello.[58]

| « | las pros en pretz, cum las naus en mar guida/la tramontana e·l fers e·lh caramida. | » |

- 1269. Petrus Peregrinus. De magnete.[59]
- 1271-74. Ramon Llull.[60][61]

| « | Imant, la part essencial de la brúixola. En axí com la caramida endressa los mariners en lur viatge | » |

- c.1295. Raymond Féraud.[62]

| «                       | Mays ira de mal temps, Lur a frascat lur vela; Non li val la caramida Puescon segre l’estella. | » |
| — Vida de sant Honorat. |                                                                                                |   |

- 1535. Gonzalo Fernández de Oviedo y Valdés[63]

| « | Las agujas de marear están cebadas é compuestas con la virtud é medio de la piedra calamita (que vulgarmente en Castilla llamamos piedra yman) , de la qual y de sus propriedades haçen gran mençion los naturales , é la nombran por diversos nombres ; porque demas de los dos que he dicho , la llaman magnete, ematite , siderita y heraclion . | » |

- 1547.[64]

| « | Porque buelve hazia el polo a la aguja la piedra iman | » |

- 1556. Martín Cortés.[65]
- 1570. Referència més antiga de "lodestone".[66]
- 1595. Pedro de Medina.

| « | ... con la piedra yman se haze el principal instrumento, có que se rigen, y gouiernan todos los que nauegan. Este es el aguja, que dizen de marear, sin la qual no se puede nauegar. | » |
| — | |   |

- 1607. "Calamita". Galileo Galilei.[68]
- 1607. "Calamita". Bartolomeo Crescenzio.[69]
- 1614. "Calamita". Pantero Pantera.[70]
- 1651.[71]

| « | El Polo Boreal de la piedra iman mira à Mediodia , y el Austral al Setentrion | » |

- 1677. Una varietat d’estorac rebia el nom comercial de caramida.[72][73][74][75]
- 1730. Della storia naturale delle gemme, delle pietre, e di tutti i minerali, ovvero della fisica sotterranea.[76]
- 1747. Dissertazione ... intorno alla declinazione, o variazione della calamita, e bussola nautica, dal polo.[77]

| « | Prima dedit Nautis usum magnetis Amalphis | » |

- 1761.[78]

| « | Para imprimir en ella (aguja) la virtud de el imán, se hace en esta forma. | » |

- 1799.[79]
- 1848. Glossaire nautique.[80]
- 1879. «Cebar la aguja».[81]